# Vladimír Procházka (horolezec, 1918)
Vladimír „Chroust“ Procházka (23. července 1918 – 23. června 1994) byl český horolezec, pedagog, metodik, mistr sportu.
Byl vedoucím první československé expedice do Himálaje - na Annapurnu IV. V počátcích jeho lezení byli jeho spolulezci na písku Josef Smítka (Joska), Ladislav Vodháněl (Fifan), Jaroslav Janků (Kujan) a další. V roce 1975 vydal první moderní horolezeckou metodickou publikaci (celkem ve třech vydáních), modelem pro instruktážní fotografie v ní byl jeho mladší syn Jan Procházka (zemřel při lezení na Trollryggenu v Norsku), fotil ho starší Vladimír (pokračovatel jeho publicistické a metodické činnosti).
Přezdívku získal na táboře, když se schovával v koruně stromu obdobně jako chrousti, poté ji zdědil i jeho syn Vladimír Procházka mladší (Chroust II.).

## Výkony a ocenění
- 1969: vedoucí první československé expedice do Himálaje na Annapurnu IV.
- mistr sportu

### Prvovýstupy
- 29 na pískovcových skalách

## Dílo
- PROCHÁZKA, Vladimír. Na Annapúrnu. 1. vyd. Praha: Naše vojsko, 1972.
- PROCHÁZKA, Vladimír. Základy horolezectví. 1. vyd. [s.l.]: [s.n.], 1975.
- PROCHÁZKA, Vladimír. Základy horolezectví. 2. vyd. [s.l.]: [s.n.], 1979. Rozšířené o zdravovědu.
- PROCHÁZKA, Vladimír. Horolezectví. přepracované. vyd. Praha: Olympia, 1990. ISBN 80-7033-037-6.